# Gerard Kirberger
Gerard Kirberger (Amsterdam, 8 februari 1869 - Den Haag, 2 maart 1951) was een Nederlands jurist en raadsheer in de Hoge Raad der Nederlanden.
Kirberger werd geboren te Amsterdam als zoon van koopman Gerrit Kirbergen en diens vrouw Elisabeth Lucretia Drees. Hij studeerde rechten aan de Universiteit Utrecht van 1889 tot 1893; op 24 november 1893 promoveerde hij daar op het proefschrift Enige vragen betreffende het endossement en de order-clausule. Na zijn studie werd hij advocaat in zijn geboorteplaats Amsterdam. In 1912 werd hij benoemd tot raadsheer bij het Gerechtshof Amsterdam. Daarnaast was hij ook enige tijd vicevoorzitter van de Raad voor de Scheepvaart en voorzitter van de Raad van Beroep inzake Directe Belastingen.
Op 10 februari 1925 werd Kirberger door de Hoge Raad op de aanbeveling voor benoeming geplaatst voor de vacature die was ontstaan als gevolg van het pensioen van Armand Nypels en de daaropvolgende benoeming van Augustus Fentener van Vlissingen tot vicepresident. Kirberger stond op de tweede plaats van de aanbeveling, na de Haagse raadsheer P. Polvliet; de Tweede Kamer plaatste hem echter op de eerste plaats van de voordracht en de benoeming volgde op 26 februari 1925. Kirberger bleef raadsheer tot zijn pensioen wegens het bereiken van de 70-jarige leeftijd op 1 maart 1939. Hij overleed op 82-jarige leeftijd te Den Haag.